# Lungsdorf
Lungsdorf ist ein Gemeindeteil von Hartenstein im mittelfränkischen Landkreis Nürnberger Land in Bayern. Lungsdorf liegt in der Gemarkung Enzendorf.

## Lage
Der Ort ist ein typisches Straßendorf und besteht aus etwa 20 Gebäuden. Er liegt südwestlich von Velden und nordöstlich von Rupprechtstegen an der Staatsstraße 2162 sowie an der Pegnitz. Oberfranken und die Oberpfalz grenzen in unmittelbarer Nähe an. Die Nachbarortschaften sind Velden, Häuslfeld, Rupprechtstegen und Münzinghof.

## Geschichte
Mit dem Gemeindeedikt (frühes 19. Jahrhundert) wurde Lungsdorf dem Steuerdistrikt Velden und der Ruralgemeinde Rupprechtstegen zugeordnet. Am 29. September 1824 wurde Lungsdorf mit Rupprechtstegen nach Enzendorf eingemeindet. Im Zuge der Gebietsreform in Bayern erfolgte die Eingliederung in die Gemeinde Hartenstein.

## Baudenkmäler
- Eisenbahnbrücken
- Vier Wohnstallhäuser